# 현풍곽씨 열녀각
현풍곽씨 열녀각은 충청북도 청주시 청원구에 있다. 2015년 4월 17일 청주시의 향토유적 제121호로 지정되었다.

## 개요
1635년 임진왜란때 왜적에게 정조를 지키려다 죽은 이대윤의 처 현풍곽씨의 정절을 기리기 위해 세운 정려각이다.